# Ebertidia mamestrina
Ebertidia mamestrina là một loài bướm đêm trong họ Noctuidae.